# Roberto Kreimerman
Roberto Kreimerman (Montevideo, 30 de julio de 1958) es un ingeniero químico y político uruguayo perteneciente al sector Compromiso Socialista, lista 565 de la Unidad Popular. Hasta 2019 integró el Partido Socialista, sector del Frente Amplio, al que abandonó por discrepancias con la política económica.
Fue designado Ministro de Industria, Energía y Minería, cargo que asumió el 1 de marzo de 2010, y ejerció hasta el final del periodo de gobierno, 28 de febrero de 2015.

## Biografía

### Familia
Su hermano Ernesto Kreimerman fue militante de la ASCEEP-FEUU,  presidente del Comité Central Israelita del Uruguay, y director del Canal 5 y el Servicio de Comunicación Audiovisual Nacional.
Su hijo Federico Kreimerman fue militante de la FEUU y sindicalista de la OSE.

### Estudios
Se graduó como Ingeniero químico en 1982, en la Universidad de la República. Posteriormente realizó varios posgrados de entre los cuales se destacan uno en Economía y Comercio Internacional realizado en la Universidad de Barcelona en el 2000 y un máster en Finanzas y Comercio Internacional, realizado en la misma universidad, en el año 2002. A su vez realizó otros estudios en Brasil, Argentina, Japón y Estados Unidos.

### Ámbito laboral
Entre 1977 y 1979 realizó tareas como profesor de matemática en educación secundaria, antes de recibirse de ingeniero. Paralelamente, entre 1977 y 1980 se desempeñó como profesor Asistente encargado del teórico de Matemática y encargado de curso de Estadística en la Facultad de Química, de la Universidad de la República.
Entre 1980 y 1982 trabajó en el laboratorio de una empresa de hilados sintéticos y en el laboratorio de una curtiembre dedicada a tapicería automotriz.
En 1983 ingresó en la empresa Paycueros, donde se mantuvo hasta 2008 habiendo desempeñado los cargos de Jefe de subplanta húmeda, Gerente de Producción, Director Industrial y de Planeamiento Estratégico y Proyectos Especiales. 
Ejerce cargos de docencia en la Universidad ORT desde 1996 hasta la fecha en la Licenciatura y el máster en Gerencia y Administración de Empresas. También ejerce la docencia en la Universidad de la República desde 2006 como profesor Grado 3 del Instituto de Ingeniería Química. 
Desde el 2008 al 2009 se desempeñó como Director Nacional de Industrias y desde (2009) a (2010) como Subsecretario del Ministerio de Industria, Energía y Minería. 
Cuando el gobierno presidido por José Mujica llegó al poder, el 1 de marzo de 2010, Kreimerman asumió la titularidad de dicha cartera, acompañado en la subsecretaría por Edgardo Ortuño. El 21 de mayo de 2014, Kreimerman presentó su renuncia al Ministerio, debido a una disputa con el Ministerio de Economía referida a compensaciones salariales para los funcionarios de su ministerio.
El presidente Mujica, sin embargo, no aceptó su renuncia y el Kreimerman se mantuvo en su puesto de ministro hasta marzo de 2015.